# قصبة الطرش
قصبة الطرش هي قرية مغربية غرب المملكة. تنتمي قصبة الطرش لإقليم خريبكة. تضم هذه الجماعة القروية 8.699 نسمة (إحصاء 2004).